# Louis-Auguste de Sainson
Louis-Auguste de Sainson, né à Paris le 6 floréal an VIII (26 avril 1800) et mort dans la même ville le 6 novembre 1874, est un dessinateur et peintre français.
Spécialisé en histoire naturelle et géographie, il est connu pour avoir accompagné l'expédition de 1826-1829 de la corvette L'Astrolabe dirigée par Jules Dumont d'Urville. Ses dessins exécutés lors des différentes escales puis gravés restent un témoignage d'une grande valeur.

## Biographie

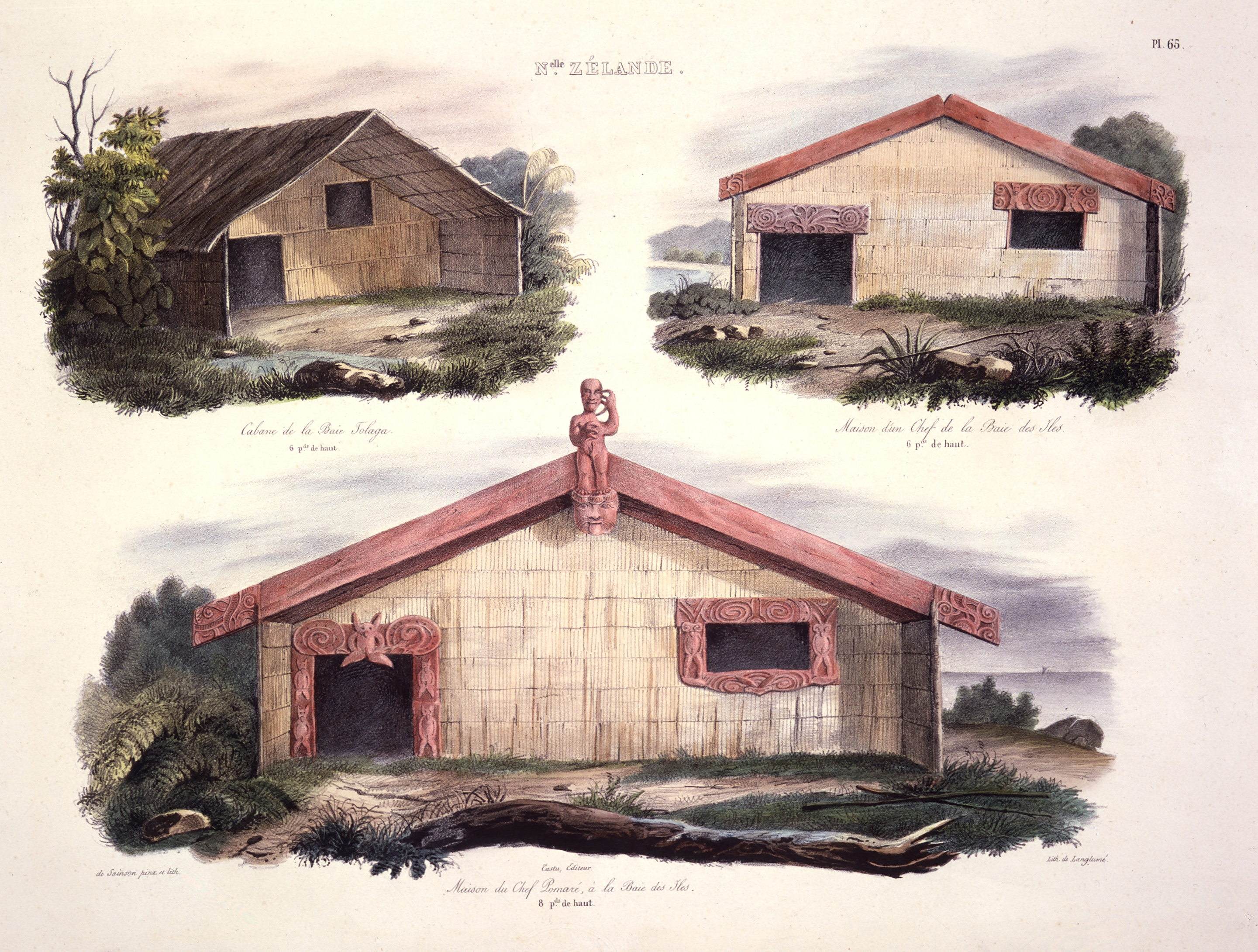
Cabane de la Baie Tolaga (Nouvelle-Zélande, 1827), lithographiée par Pierre Langlumé.

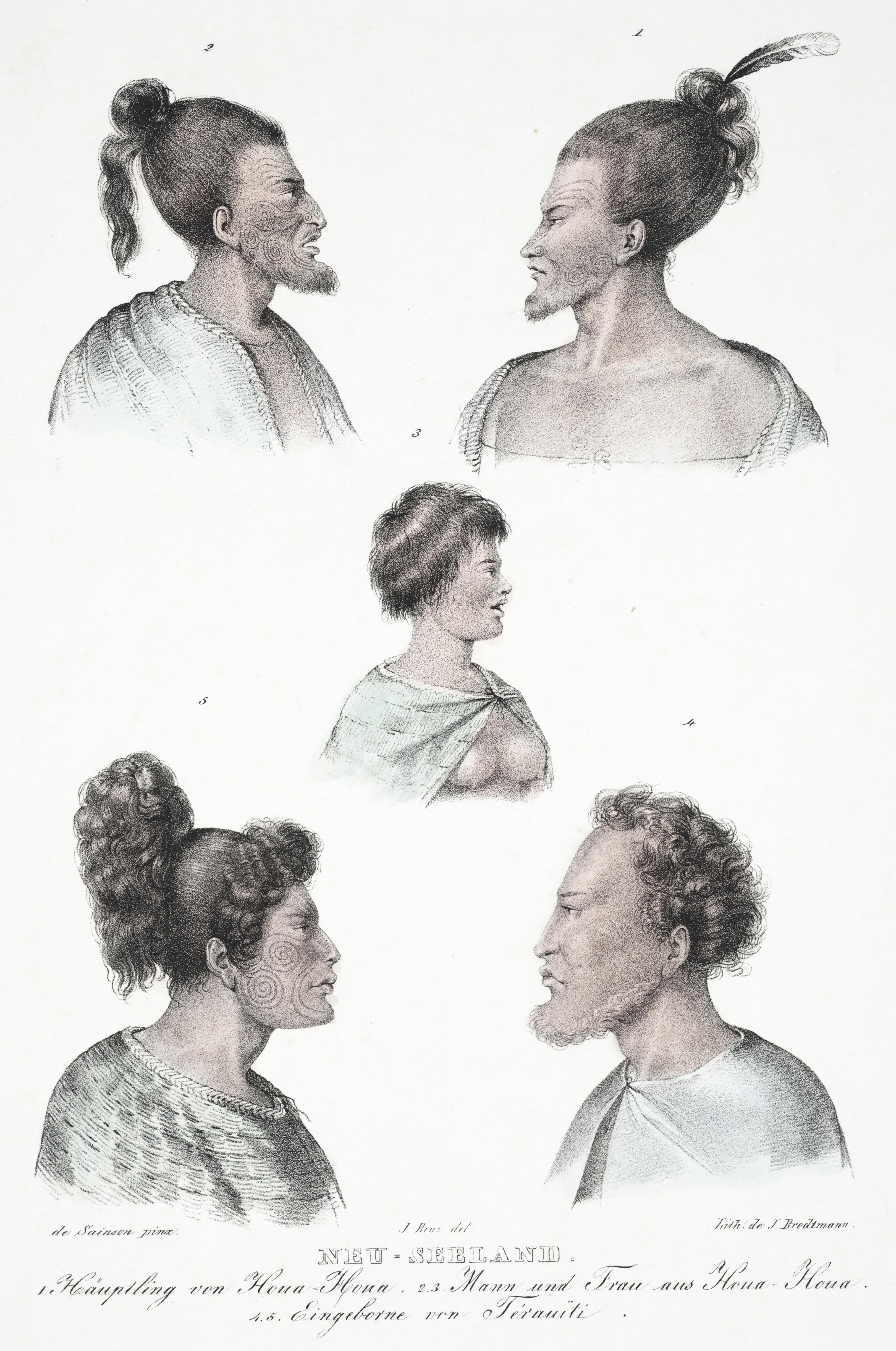
Profils de Houa-Houa (Cape Terawhiti, Nouvelle-Zélande, 1827), lithographiée par Broadtmann (tirage allemand).

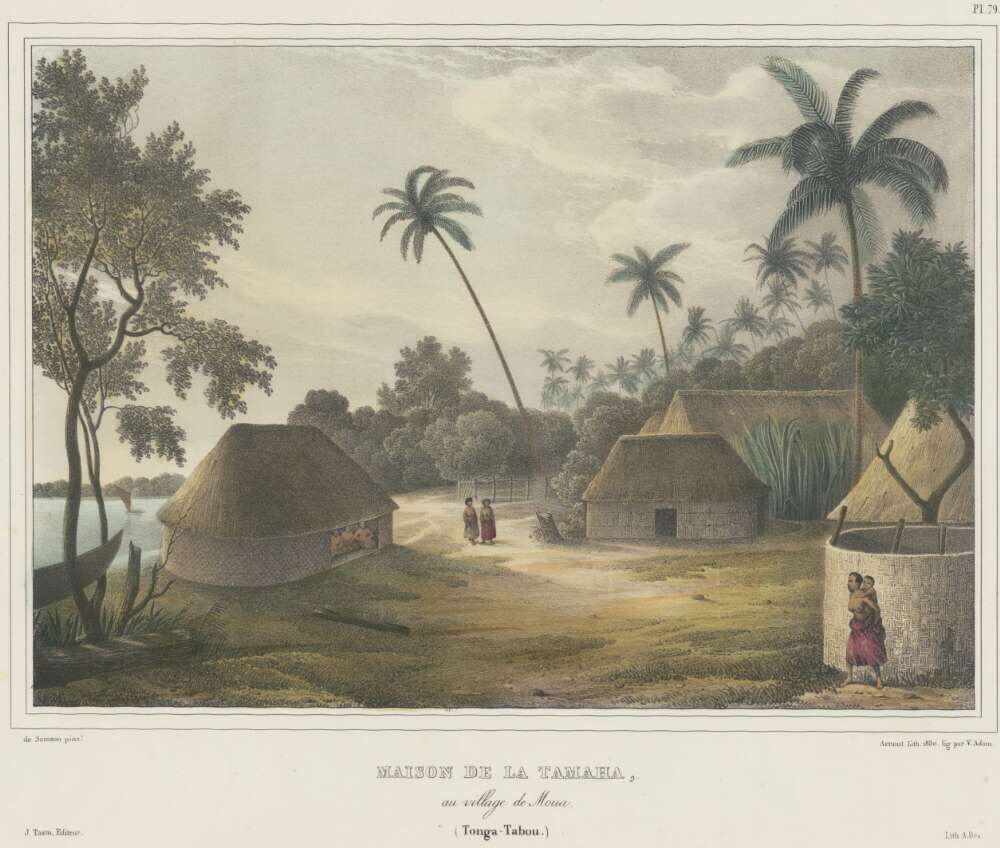
Maison de Tamaha, au village de Moua, Tonga-Tabou, travail sur pierre par Jean-Baptiste Arnout et Victor Adam, couleurs rajoutées à la main (Tastu, 1833), Canberra, Bibliothèque nationale d'Australie.

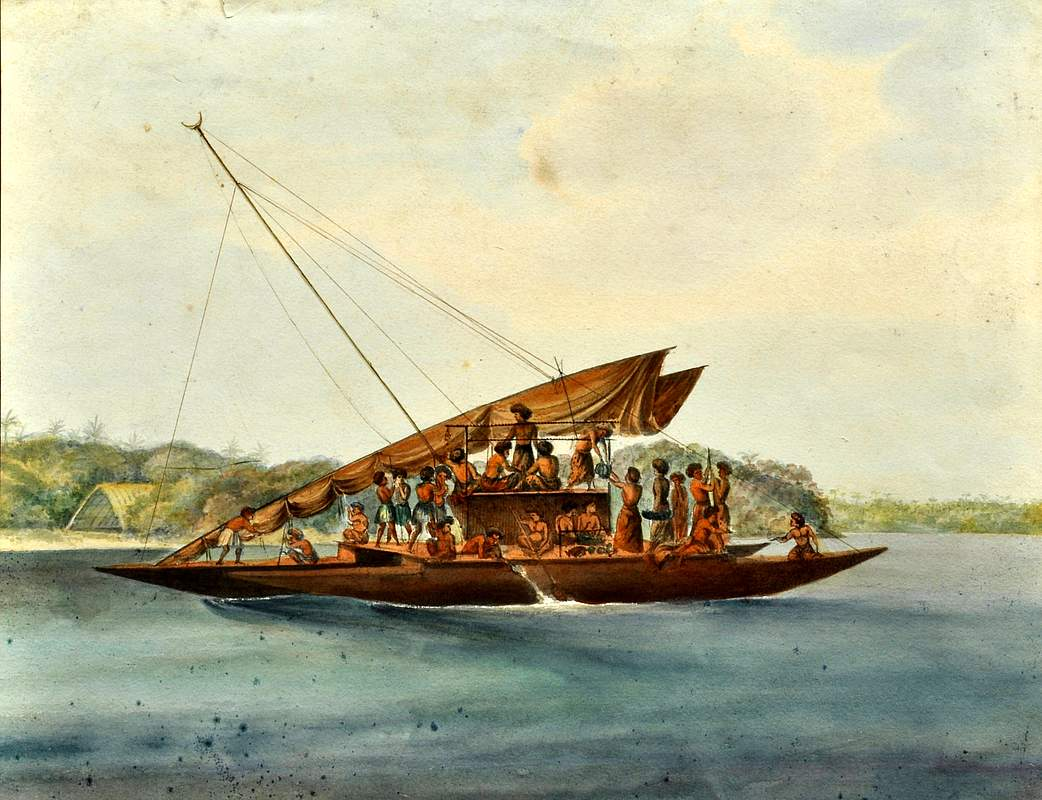
Pirogue double, île des Amis, aquarelle sur papier, vers 1840, musée des Beaux-Arts de Chartres.

Louis-Auguste de Sainson est né le 26 avril 1800 à Paris, fils du chevalier Louis-Pierre de Sainson (1764-1845), qui fut ingénieur géographe aux services des armées et un temps commandant de la place forte du château d'Angers. 
Il se destine non à l'art mais à l'École navale. Son goût pour le dessin et sa présence à l'arsenal de Rochefort en 1825 font qu'il est recommandé par Jean René Constant Quoy et recruté comme dessinateur officiel de l'expédition Dumont d'Urville, partie à bord de L'Astrolabe depuis Toulon le 26 avril 1826 à la recherche des restes de l'expédition La Pérouse de 1788. En réalité, cette mission prend place au sein d'un cadre plus large, celui d’explorer l’Océanie et d'arpenter les côtes de la Nouvelle-Guinée, la Nouvelle-Zélande et d’autres îles. Le voyage va durer près de trois ans. Sainson fait partie d'un équipage composé de 79 hommes dont 13 officiers. Il est payé 100 francs par mois. Il est de retour à Marseille le 25 mars 1829 avec plus de 500 dessins,.
Sainson rapporte un nombre important de croquis, esquisses, cartes et observations exécutés et collectés dans cette partie de l'Océanie. Certains dessins sont des transcriptions de récits entendus sur place, notamment lors de la localisation effective de l'épave de L'Astrolabe, l'un des vaisseaux de La Pérouse, entre la fin 1827 et les premiers mois de 1828. Au retour, lors de l'escale sur l'île de Sainte-Hélène, il prélève quelques « reliques napoléoniennes ». L'ensemble des objets et dessins sont destinés au Muséum national d'histoire naturelle, il est apprécié par Georges Cuvier. Le travail graphique, qui fit appel à des lithographes, est publié entre 1830 et 1833, après une mise en gravure, paraît d'abord chez Joseph Tastu (Paris), sous le titre général Dumont d'Urville : Voyage de la corvette l'Astrolabe en 17 volumes (dont 4 atlas coloriés). 
Vers 1833, Sainson est chargé de mettre en dessin et diriger la gravure des différents artefacts et croquis ramenés cette fois par la nouvelle expédition dans le Pacifique commandée par Laplace à bord de la Favorite. Le travail paraît sous le nom d'Album historique, chez Arthus Bertrand en 1835, et comprend 72 planches. On y trouve entre autres des portraits d'Aborigènes, dont des Tasmaniens, peuple totalement disparu dès 1869, et leurs habitats. 
Au cours des années 1830-1840, les dessins de Sainson se retrouvent dans divers récits d'exploration destinés à un large public. Le Voyage autour du monde par les mers de l'Inde et de Chine, puis le Voyage pittoresque autour du monde (« inspiré » du Louis Choris), et enfin le Voyage pittoresque dans les deux Amériques d'Alcide Dessalines d'Orbigny (1836). D'autres dessins, largement interprétés par des graveurs, se retrouvent chez Alfred Mame, le nom de Sainson étant parfois à peine mentionné. Des dessins relevant de l'observation servent au Dictionnaire pittoresque d'histoire naturelle et des phénomènes de la nature dirigé par Félix Édouard Guérin-Méneville (1799-1874), vendu par souscription entre 1833 et 1839. 
En juin 1837, Sainson participe, aux côtés d'Auguste Raffet, à l'expédition scientifique franco-russe dans la Russie méridionale dirigée par le prince Anatole Demidoff : les dessins sont retranscris dans l'album Voyage dans la Russie méridionale & la Crimée par la Hongrie, la Valachie & la Moldavie et publié chez Gihaut Frères (Paris, 1838-1848) sous la forme de 100 planches lithographiées sous les presses d'Auguste Bry (1805-1880). En 1846, son nom est mentionné parmi les illustrateurs de l'Atlas de botanique à l'usage des maisons d'éducation. En août 1851, il est sur l'île d'Elbe en compagnie du prince Demidoff, au moment où celui-ci lance la construction du domaine de San Martino, près la Villa Napoleonica. S'ensuit un album, L'Île d'Elbe (Lemercier, 1862), comprenant des vues pittoresques dessinées d'après nature par André Durand (1807-1867) et lithographiées avec la collaboration d'Eugène Cicéri, le texte étant de la main de Sainson.
Sainson a dirigé lui-même le dessin mais aussi l'exécution et le tirage d'estampes, de nombreuses gravures sur cuivre et lithographies, dont celles signées par Félix-Achille de Saint-Aulaire (1801-1844), Édouard Jean-Marie Holstein (1804-?) et Victor Adam. L'iconographie d'exploration maritime et les récits de voyage étant très populaires tout au long du XIXe siècle, certaines images apparaissent souvent détournées de leurs fonctions scientifiques premières, et elles ont par là contribué à répandre une image très négative des peuples du Pacifique.
Curieusement, on connaît aussi de lui de rares encres et aquarelles représentant des scènes de rues parisiennes dans la veine satirique.
Il meurt en partie oublié le 6 novembre 1874 à Paris (certaines rares sources indiquent 1848 ou 1870).

## Œuvres dans les collections publiques
- Bordeaux : le musée d'Aquitaine conserve Une vue du château de Sans-Souci (Haïti) [sic], gravée en taille douce par Beyer[12] ;
- Chartres : le musée des Beaux-Arts expose en ligne Pirogue double, île des Amis (attribué à), aquarelle sur papier, 26,5 × 33,5 cm, vers 1840 (inv. 2015.2.1)[13].